# BusyBox
BusyBox è un software libero, rilasciato sotto la GNU General Public License, che combina diverse applicazioni standard Unix (ad esempio utilità per il controllo del filesystem, per creare, spostare, comprimere, decomprimere o modificare file, per impostare i permessi, per terminare processi, per effettuare connessioni remote ecc.), in un unico piccolo eseguibile.
BusyBox può fornire la maggior parte delle utility menzionate nella Single UNIX Specification ed in più altre utility che un utente si aspetterebbe di vedere su un sistema GNU/Linux. Il programma viene solitamente utilizzato in un singolo floppy disk o, grazie alle sue ridotte dimensioni in sistemi Linux embedded, anche se comunque viene utilizzato in alcune distribuzioni Linux per lo Sharp Zaurus e il Nokia 770.
BusyBox è descritto come "il coltellino svizzero dell'Embedded Linux", ed è spesso in coppia con uClibc per i sistemi Linux embedded.
Originariamente scritto da Bruce Perens, nel 1996, lo scopo di BusyBox era di mettere un sistema completo su un solo floppy che sarebbe stato sia un disco di ripristino sia un installer per la distribuzione Debian GNU/Linux. È divenuto poi uno standard de facto per i dispositivi Linux embedded e nella installazione delle distribuzioni. Busybox ad esempio è di default su dd-wrt, sui dispositivi quali media player minix, ed è anche disponibile per Android. Prima di questo ogni eseguibile Linux richiedeva diversi kb; ora, con BusyBox, che combina più di duecento programmi insieme, viene richiesto poco spazio.
Erik Andersen è stato il manutentore ufficiale tra il 2000 e marzo 2006; durante questo periodo il programma è cresciuto considerevolmente. Da 2006 il manutentore ufficiale è Denys Vlasenko che ha sostituito Rob Landley.
Alcuni comandi supportati sono: adduser, chroot, cp, fdisk, ifconfig.

## Esempi
I programmi inclusi in BusyBox (che nel gergo BusyBox sono chiamati "applet") possono essere eseguiti semplicemente aggiungendo il loro nome come un argomento dell'eseguibile di BusyBox:
/bin/busybox ls
Tipicamente, l'eseguibile è linkato (utilizzando hard link o symbolic link) al comando desiderato.